# Deridea curculionides
Deridea curculionides es una especie de coleóptero de la familia Meloidae.

## Distribución geográfica
Habita en Angola.